# Lady Zhen
Zhen Luo (il cui nome da nubile è sconosciuto; 26 gennaio 183 – 4 agosto 221) fu la prima moglie di Cao Pi, il primo sovrano dello stato di Cao Wei nel periodo dei Tre Regni.
Nel 226, fu onorata postuma come Imperatrice Wenzhao quando suo figlio Cao Rui succedette al padre Cao Pi come imperatore di Wei.

## Infanzia
Lady Zhen era della contea di Wuji (無極縣), commenda di Zhongshan (中山郡), che si trova nell'attuale contea di Wuji, Hebei. Era una discendente di Zhen Han (甄邯), che servì come Gran Protettore (太保) durante la tarda dinastia Han occidentale e successivamente Generale a Capo (大將軍) durante la breve dinastia Xin. Suo padre, Zhen Yi (甄逸), prestò servizio come prefetto della contea di Shangcai durante la tarda dinastia Han orientale. Morì quando Lady Zhen aveva circa tre anni.  La madre di Lady Zhen, il cui cognome da nubile era Zhang (張), era della Commenda di Changshan (常山郡; intorno all'attuale contea di Zhengding, Hebei). I genitori di Lady Zhen avevano tre figli e cinque figlie: il figlio maggiore Zhen Yu (甄豫), che morì prematuramente; il secondo figlio Zhen Yan (甄儼), che divenne uno xiaoliano e in seguito prestò servizio come assistente del generale in capo e come capo della contea di Qilian; il terzo figlio Zhen Yao (甄堯), anch'egli xiaoliano; figlia maggiore Zhen Jiang (甄姜); seconda figlia Zhen Tuo (甄脫); terza figlia Zhen Dao (甄道); quarta figlia Zhen Rong (甄榮). Lady Zhen era la più giovane delle cinque figlie.
Zhen Yi una volta portò i suoi figli a incontrare Liu Liang (劉良), un indovino, che commentò Lady Zhen: "Questa ragazza diventerà molto nobile in futuro". A differenza di molti bambini della sua età, alla giovane Lady Zhen non piaceva giocare. Una volta, quando aveva otto anni, le sue sorelle andarono sul balcone per guardare un gruppo di artisti che cavalcavano fuori casa, ma Lady Zhen non si unì a loro. Le sue sorelle erano perplesse e le chiesero il perché del suo comportamento, e lei rispose: "Pensate sia qualcosa che una ragazza dovrebbe guardare?" Quando aveva nove anni, si interessò alle arti accademiche e iniziò a leggere libri e a utilizzare il materiale di scrittura dei suoi fratelli. I suoi fratelli le dissero: "Dovresti imparare cosa fanno tradizionalmente le donne (come la tessitura). Quando hai iniziato a leggere, pensavi di diventare un'accademica?" Lady Zhen rispose: "Ho sentito che le donne virtuose nella storia hanno imparato dai successi e dai fallimenti di coloro che sono vissuti prima di loro. Senza leggere, come avrebbero potuto imparare?"
Verso la fine della dinastia Han orientale, dopo la morte dell'imperatore Ling, la Cina entrò in un periodo caotico perché l'autorità del governo centrale si indebolì e funzionari regionali e signori della guerra iniziarono a combattere tra loro nel tentativo di ottenere la supremazia. La gente comune soffriva di povertà e fame e molte famiglie benestanti che possedevano oggetti preziosi come gioielli si offrivano di venderli in cambio di cibo. La famiglia di Lady Zhen aveva grandi scorte di grano e progettarono di approfittare della situazione per vendere il proprio grano in cambio di oggetti di valore. Lady Zhen, che all'epoca aveva circa 10 anni, disse a sua madre: "Non è sbagliato possedere oggetti costosi, ma in quest'epoca caotica, possedere tali oggetti senza venderli è poco vantaggioso. I nostri vicini soffrono la fame, perché non distribuiamo il grano in eccedenza ai nostri poveri concittadini? Sarebbe un atto di grazia e gentilezza." La sua famiglia l'ha elogiata per il suo suggerimento e ha ascoltato il suo consiglio.
Quando Lady Zhen aveva 14 anni, il suo secondo fratello Zhen Yan (甄儼) morì e lei ne fu molto addolorata. Ha continuato a mostrare rispetto verso sua cognata vedova del fratello e ha persino contribuito a crescere suo nipote. La madre di Lady Zhen era particolarmente severa nei confronti delle sue nuore e le trattava duramente, tanto che la ragazza disse a sua madre: "È un peccato che il mio secondo fratello sia morto prematuramente. Mia cognata è rimasta vedova in così giovane età e ora è rimasta da sola con suo figlio. Dovresti trattare meglio le tue nuore e mostrarle affetto, come fossero tue figlie." La madre di Lady Zhen fu così profondamente toccata che scoppiò in pianto, e da lì in poi cominciò a trattare meglio le sue nuore e permise loro di accompagnarla e servirla.

## Matrimonio con Yuan Xi e con Cao Pi
A metà dell'era Jian'an (196–220) del regno dell'imperatore Xian, Lady Zhen sposò Yuan Xi, il secondo figlio di Yuan Shao, un signore della guerra che controllava gran parte della Cina settentrionale. Yuan Shao in seguito mise Yuan Xi a capo della provincia di You, quindi Yuan Xi partì per la cina Settentrionale per assumere la sua nomina. Lady Zhen non seguì il marito e rimase a Ye (nell'attuale Handan, Hebei), il centro amministrativo del dominio di Yuan Shao, per prendersi cura di sua suocera.
Yuan Shao venne sconfitto dal suo rivale, Cao Cao, nella battaglia di Guandu nel 200. e morì due anni dopo. Dopo la sua morte, i suoi figli Yuan Tan e Yuan Shang furono coinvolti in lotte interne per il vasto dominio del padre. Quando i fratelli Yuan furono esausti dalle loro guerre l'uno contro l'altro, Cao Cao li attaccò con successo, conquistando rapidamente i territori che un tempo erano controllati dagli Yuan. Nel settembre o nell'ottobre del 204, Cao Cao sconfisse Yuan Shang nella battaglia di Ye e le sue forze occuparono la città. Il figlio di Cao Cao, Cao Pi, entrò nella residenza di Yuan Shao e incontrò Lady Liu (la vedova di Yuan Shao) e Lady Zhen. Lady Zhen era così terrorizzata che nascose il viso nel grembo di sua suocera. Cao Pi disse: "Cosa succede, signora Liu? Dì a quella signora di alzare la testa!" Cao Pi rimase molto colpito ed estasiato dalla bellezza di Lady Zhen quando la vide, tanto che decise di prenderla in moglie. Suo padre gli ha permesso di sposarla più tardi.
Yuan Xi era ancora vivo in quel momento. Yuan Shang venne a unirsi a lui dopo la sua sconfitta da parte di Cao Cao. Quando Kong Rong seppe del matrimonio tra Lady Zhen e Cao Pi, scrisse una lettera a Cao Cao, falsificando un parallelo nella storia antica, sostenendo che il re Wu di Zhou aveva organizzato il matrimonio tra suo fratello, il duca di Zhou, e la bellissima consorte Daji, ultimamente la favorito del re sconfitto Di Xin e leggendariamente accusata della caduta della dinastia Shang . Pensando che Kong Rong stesse citando un testo classico per lodarlo, Cao Cao gli chiese la fonte, ma Kong si limitò a dire: "Ho visto cosa è in questi giorni e ho pensato che dovesse essere così".
Nel 207, Cao Cao sconfisse Yuan Xi, Yuan Shang e i loro alleati Wuhuan nella battaglia della Montagna del Lupo Bianco, dopo di che fuggirono a Liaodong per unirsi al signore della guerra Gongsun Kang. Gongsun Kang temeva che sarebbero diventati una minaccia per lui, quindi li attirò in una trappola, li giustiziò e mandò le loro teste a Cao Cao.

## Dopo il matrimonio con Cao Pi

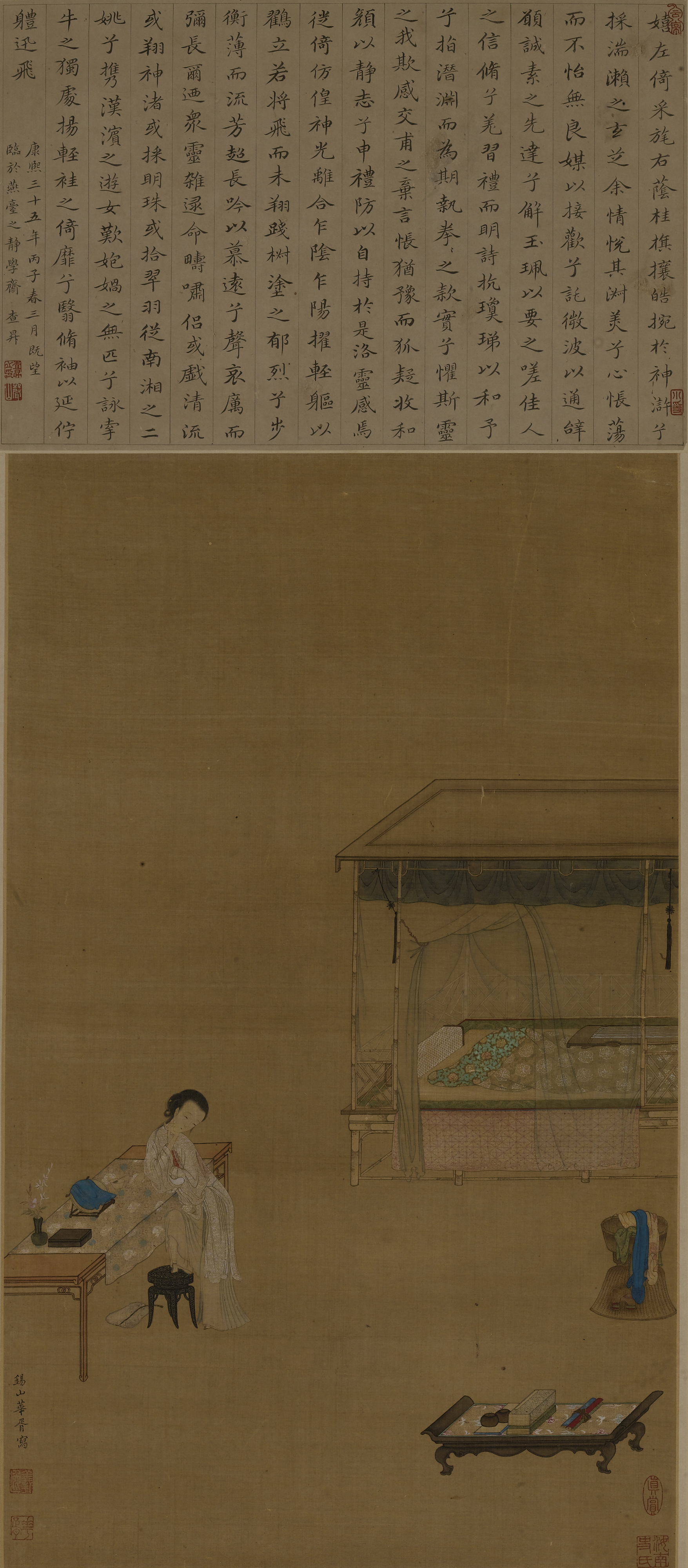
La Consorte Zhen alla sua toilette mattutina di Hua Xu (attivo intorno al 1799)

Lady Zhen diede a Cao Pi due figli, un maschio (il suo erede) e una femmina. Il loro figlio, Cao Rui, divenne in seguito il secondo imperatore dello stato di Cao Wei nel periodo dei Tre Regni . La loro figlia, il cui nome personale è sconosciuto come quello della madre, nei documenti storici veniva chiamata "Principessa Dongxiang" (東鄉公主; "Principessa del distretto orientale"). Lady Zhen rimase umile e riservata, anche se Cao Pi la ammirava profondamente. Fornì incoraggiamento alle altre mogli di Cao Pi che erano anche da lui adorate e confortò le meno favorite dall'Imperatore. Spesso esortava Cao Pi a prendere più concubine in modo da avere più discendenti, citando l'esempio del mitico Imperatore Giallo. Cao Pi era molto contentUna volta, Cao Pi voleva rimandare Lady Ren (任氏), una delle sue concubine che gli era caduta in disgrazia, dalla sua famiglia, il che significava che stava divorziando da lei. Quando Lady Zhen ne venne a conoscenza, disse a suo marito: "Lady Ren proviene da un clan rispettabile. Non potrei neanche eguagliarla in termini di carattere morale e aspetto. Perché vuoi mandarla via?". Cao Pi rispose: "È indisciplinata, impulsiva e disobbediente. Mi ha fatto arrabbiare molte volte in passato. La mando via". Lady Zhen pianse e implorò suo marito: "Tutti sanno che mi ami e mi adori, e penseranno che stai mandando via Lady Ren a causa mia. Temo che sarò ridicolizzata e accusata di abusare del tuo favore. nei miei confronti. Per favore, considera ancora attentamente la tua decisione", ma Cao Pi la ignorò e mandò via Lady Ren.
Nel 211, Cao Cao intraprese una campagna per attaccare una coalizione di signori della guerra del nord-ovest guidati da Ma Chao e Han Sui, portando alla battaglia di Weinan e alle battaglie successive. La moglie di Cao Cao, Lady Bian, seguì il marito e rimase a Meng Ford (孟津; l'attuale contea di Mengjin, Henan), mentre Cao Pi rimase a Ye (nell'attuale Handan, Hebei ). Lady Bian si ammalò in quel periodo. Lady Zhen si prese cura di lei da quel giorno, piangendo spesso per il suo dolore. Inviava costantemente messaggeri per informarsi sulle condizioni di sua suocera, ma si rifiutava di credergli quando le riferivano che Lady Bian stava migliorando, e lei si sentiva sempre più ansiosa. Lady Bian in seguito le scrisse una lettera, dicendole che si era completamente ripresa, e solo allora le preoccupazioni di Lady Zhen scomparvero. Circa un anno dopo, quando Lady Bian tornò a Ye, Lady Zhen si precipitò a trovare sua suocera, piangendo di gioia. Tutti i presenti rimasero profondamente commossi dalla scena. Lady Bian assicurò a Lady Zhen che la sua malattia non era grave e si complimentò per il suo affetto.
Nel 216, Cao Cao lanciò un'altra campagna per attaccare il signore della guerra del sud-est Sun Quan, portando alla battaglia di Ruxu nel 217. Lady Bian, Cao Pi, Cao Rui e la principessa Dongxiang seguirono tutti Cao Cao nella campagna, ma Lady Zhen rimase a Ye, perché era malata. Quando i figli tornarono a Ye alla fine del 217 dopo la campagna, gli assistenti di Lady Bian furono sorpresi nel vedere che Lady Zhen era molto allegra. Le chiesero: "Signora, non vede i suoi figli da circa un anno. Pensavamo che le sarebbero mancati e che si sarebbe preoccupata, ma invece è così ottimista. Perché?" Lady Zhen rise e rispose: "Perché dovrei preoccuparmi quando (Cao) Rui e gli altri sono con Madame (Lady Bian)?", mostrando un'altra volta il suo affetto per la suocera e per i suoi parenti e coloro che le erano vicini.

## Morte
Dopo la morte di Cao Cao nel marzo 220, il titolo di re vassallo - "Re di Wei" (魏王) - fu ereditato da Cao Pi . Nello stesso anno, Cao Pi costrinse l'imperatore Xian, al quale aveva prestato fedeltà nominale, ad abdicare in suo favore, ponendo di fatto fine alla dinastia Han. Cao Pi divenne imperatore e fondò lo stato di Cao Wei, che segnò l'inizio del periodo dei Tre Regni. L'imperatore Xian, di fatto deposto, fu ridotto allo status di duca di Shenyang (山陽公). L'ex imperatore presentò le sue due figlie a Cao Pi perché fossero sue concubine. Cao Pi iniziò a favorire le sue altre concubine, in particolare Guo Nüwang. Quando Lady Zhen si rese conto che Cao Pi la favoriva di meno, iniziò a lamentarsi del trattamento subito. Cao Pi divenne furioso quando ne venne a conoscenza. Il 4 agosto 221, inviò un emissario a Ye per giustiziare Lady Zhen costringendola a togliersi la vita. Fu sepolta a Ye nello stesso mese. Diversi anni dopo la sua morte, durante il regno di suo figlio Cao Rui, egli ordinò che la madre fosse adorata nel tempio ancestrale di Ye il 20 marzo 227.
La condanna di Lady Zhen fu dovuta a Guo Nüwang, da cui Cao Pi venne ammaliato. Un anno dopo la morte di Lady Zhen, Cao Pi nominò Guo imperatrice nonostante l'opposizione di un funzionario, Zhan Qian (棧潛). Il testo storico Han–Jin Chunqiu (漢晉春秋) menzionava che il corpo di Lady Zhen fu profanato dopo la sua morte: il suo viso era coperto dai capelli e le bucce di riso le furono infilate in bocca. Cao Rui è stato allevato dalla matrigna dopo la morte di Lady Zhen.

### Resoconto Alternativo della morte di Lady Zhen
Il Wei Shu (魏書) menzionò che Cao Pi emanò un editto a Lady Zhen, chiedendole di trasferirsi nel Palazzo Changqiu (長秋宮) di recente costruzione a Luoyang. Lady Zhen rifiutò umilmente, affermando che sentiva di non essere abbastanza capace per gestire l'harem imperiale, e anche perché era malata. Cao Pi inviò quindi consecutivamente altri due editti ma Lady Zhen li respinse entrambi. All'epoca era intorno all'estate. Cao Pi intendeva andare a prendere Lady Zhen da Ye a Luoyang in autunno, quando il clima era più fresco. Tuttavia, Lady Zhen morì di malattia a Ye pochi mesi dopo. Cao Pi pianse la sua morte e la elevò postuma allo status di imperatrice.
Pei Songzhi, che ha aggiunto il racconto di Wei Shu alla biografia di Lady Zhen in Sanguozhi, ha trovato il racconto dubbio. Credeva che ci fossero ragioni specifiche per cui Cao Pi non insediò Lady Zhen come imperatrice dopo essere diventato imperatore, e perché la costrinse a suicidarsi. Sospettava che Lady Zhen avesse probabilmente commesso un reato, che non era stato registrato nelle storie ufficiali dello stato di Cao Wei.

### Teorie alternative sulla morte di Lady Zhen
Molte storie popolari ipotizzavano che il motivo della morte di Lady Zhen nascesse da una relazione segreta con il fratello minore di Cao Pi, Cao Zhi, anche se questa speculazione non è supportata da prove ed è improbabile. Si guadagnò la reputazione di grande bellezza, e alcuni resoconti più fantastici affermarono che fu lei la causa per cui Cao Cao iniziò la battaglia di Ye nel 204.

## Onorificenze postume
Cao Pi morì il 29 giugno 226 e gli successe Cao Rui, che divenne il secondo sovrano di Cao Wei. Il 25 luglio 226, Cao Rui concesse a sua madre il titolo postumo di "Imperatrice Wenzhao", che significa "imperatrice colta e diligente". Anche la famiglia e i parenti di Lady Zhen ricevettero titoli nobiliari.
Il testo storico di Xi Zuochi Han–Jin Chunqiu menzionava che Cao Rui era sempre stato consapevole del destino di sua madre, ed era arrabbiato e triste per questo. Dopo essere diventato imperatore, la sua matrigna Guo Nüwang divenne l'imperatrice vedova. Quando le chiese come fosse morta sua madre, Guo rispose: "Il defunto imperatore è stato colui che ha ordinato la sua morte, quindi perché me lo chiedi? Sei il figlio di tuo padre, quindi incolpa lui. Vuoi davvero uccidere la tua matrigna per la tua vera madre?" Cao Rui si arrabbiò e costrinse l'imperatrice vedova Guo a suicidarsi. La fece seppellire con riti funebri propri di un'imperatrice, ma ordinò anche che il suo cadavere fosse trattato allo stesso modo in cui aveva trattato sua madre: capelli che coprivano il viso, bocca piena di bucce di riso. Tuttavia, Weilüe di Yu Huan affermò che dopo la morte dell'imperatrice vedova Guo per malattia nel marzo 235, la concubina di Cao Pi, Lady Li (李夫人) raccontò a Cao Rui del destino di sua madre. Egli ne rimase profondamente addolorato e ordinò che il cadavere di Guo fosse trattato nello stesso modo in cui aveva trattato sua madre.

## Attendibilità delle fonti storiche alternative sulla vita di Lady Zhen
La fonte storica autorevole sulla vita di Lady Zhen è Documenti dei Tre Regni (Sanguozhi), scritta da Chen Shou nel terzo secolo. Nel V secolo, Pei Songzhi fece una riedizione del Sanguozhi incorporando informazioni da altri testi e aggiungendo il suo commento personale. Alcune fonti utilizzate nelle annotazioni includono Wei Shu (Libro di Wei), di Wang Chen, Xun Yi e Ruan Ji, e Weilüe (Breve storia di Wei), di Yu Huan. La versione originale della biografia di Lady Zhen in Sanguozhi non conteneva gli aneddoti sull'eccellente condotta morale di Zhen, come la sua cura per i membri della sua famiglia, la sua pietà filiale verso sua suocera Lady Bian , la sua tolleranza verso le altre mogli di Cao Pi, ecc. Questi resoconti, che erano per lo più documentati nel Wei Shu e nel Weilüe, furono successivamente aggiunti a Sanguozhi da Pei Songzhi. Nel suo commento, Pei mise in dubbio gli aneddoti relativi alle "gesta virtuose" di Lady Zhen e di altre nobili dame di Wei, perché era difficile verificare se fossero veri o meno a causa della scarsità di fonti alternative. Wei Shu e Weilüe erano tra le storie ufficiali di Cao Wei, quindi era probabile che fossero prevenuti nei confronti di Lady Zhen. Quindi, alcuni di questi aneddoti potrebbero essere stati inventati dagli storici Wei per promuovere un'immagine positiva di Lady Zhen. Pei ha osservato che Chen Shou aveva fatto bene a omettere le informazioni discutibili quando aveva compilato per la prima volta Sanguozhi.

## Nome personale e da nubile

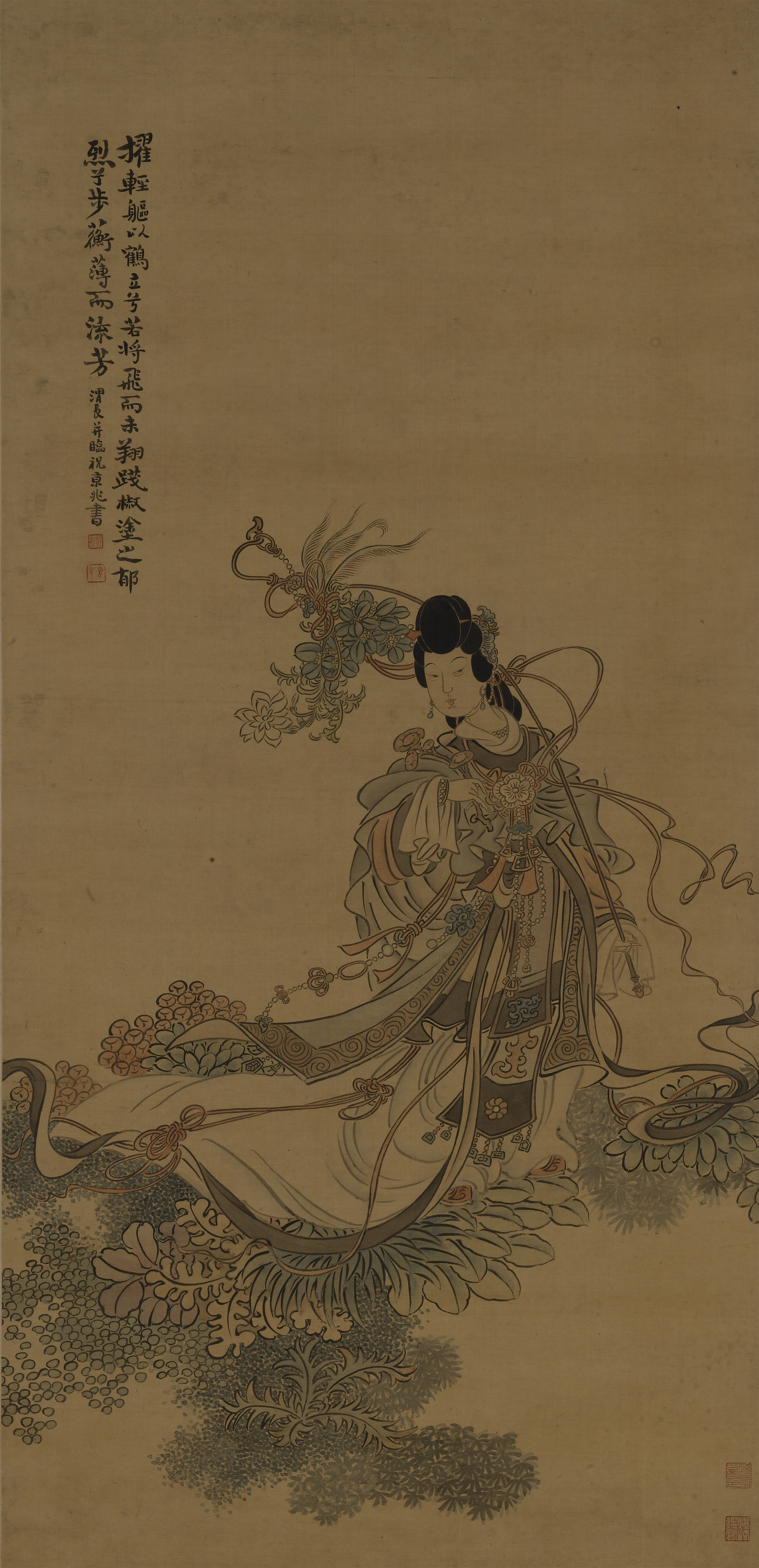
La dea del fiume Luo, dipinto da Ren Xiong (1823–1857)

Il nome personale di Lady Zhen non è stato registrato in nessun testo storico sopravvissuto. Tutte le fonti quasi contemporanee, come Sanguozhi di Chen Shou e Han-Jin Chunqiu di Xi Zuochi, si riferiscono a lei come "Lady Zhen" (甄氏), "Madame Zhen" (甄夫人), "Imperatrice Zhen" (甄后), o semplicemente "(l') Imperatrice" (后).
L'attaccamento dei nomi "Fu" (宓; Fú ) e "Luo" (洛; Luò) a Lady Zhen è avvenuto a causa della leggenda di una storia d'amore tra lei e Cao Zhi, che Robert Joe Cutter, uno specialista nella ricerca su Cao Zhi, conclude essere "un pezzo di narrativa aneddotica ispirata al Luo Shen Fu (洛神賦); Rapsodia sulla dea del Luo e che sfrutta le possibilità inerenti a un triangolo che coinvolge una bella signora, un imperatore e il suo fratello romanzato." 
Una tradizione che risale almeno a una nota anonima senza data modificata nel Wen Xuan annotato dello scrittore della dinastia Tang Li Shan fece sì che Cao Zhi incontrasse il fantasma dell'imperatrice Zhen recentemente deceduta e scrivesse una poesia originariamente intitolata Gan Zhen Fu (感甄賦; Rapsodia sull'essere commossi da Lady Zhen ). Successivamente, Cao Rui trovò questa poesia sull'amore di suo zio per sua madre e cambiò il titolo in Luo Shen Fu (洛神賦), che potrebbe essere tradotto come Rapsodia sulla dea del Luo o Rapsodia sulla divina Luo, questa seconda interpretazione presumibilmente facendo riferimento al nome personale di Lady Zhen, Luo. Se fosse vero, questo sarebbe un nome unico della Cina antica, poiché il carattere cinese 洛 è stato un toponimo da quando è entrato nella lingua. 
La poesia contiene riferimenti allo spirito del fiume Luo, chiamato Consorte Fu (cinese :宓妃; pinyin : Fúfēi), interpretato come una rappresentazione dell'Imperatrice Zhen da coloro che credevano nell'infatuazione di Cao Zhi per lei. Questa interpretazione sarebbe meno allusiva se il nome personale dell'Imperatrice Zhen fosse in realtà "Fu".